# Alien Breed
Alien Breed – gra komputerowa z gatunku strzelanin, typu biegnij i strzelaj. Jest to nowe podejście do tematu znanego wcześniej z gry Alien Syndrome, gdzie ekran widziany jest z góry. Wydana w roku 1991 przez firmę Team17 na platformę Amiga i MS-DOS.

## Opis
Gracz wciela się w postać komandosa, który udaje się z pomocą dla stacji kosmicznej, która została opanowana przez rasę obcych. Do eksterminacji wroga służy zestaw kilku rodzajów broni, które kupuje się za uzbierane w korytarzach pieniądze. Po drodze bohater gracz napotyka zamknięte drzwi, które otwiera się znalezionymi lub kupionymi kluczami, a także magazynki uzupełniające zapas amunicji oraz apteczki zwiększającą siły witalne. Grę można toczyć w pojedynkę lub z drugim graczem. Wówczas na jednym ekranie rozgrywkę toczy para komandosów. Gracz ma do przejścia sześć etapów.